# 보 코
보 코(베트남어: bò kho)는 베트남의 쇠고기 요리이다.

## 이름
베트남어 "보 코(bò kho)"는 "조린 쇠고기"라는 뜻이다. "보(bò)"는 "소"를 뜻하는 말이고, "코(kho)"는 한국 요리의 조림과 비슷한 조리법을 뜻한다.

## 응용
보 코에 국수를 말아 "퍼 보 코"나 "후띠에우 보 코"로 먹기도 한다.

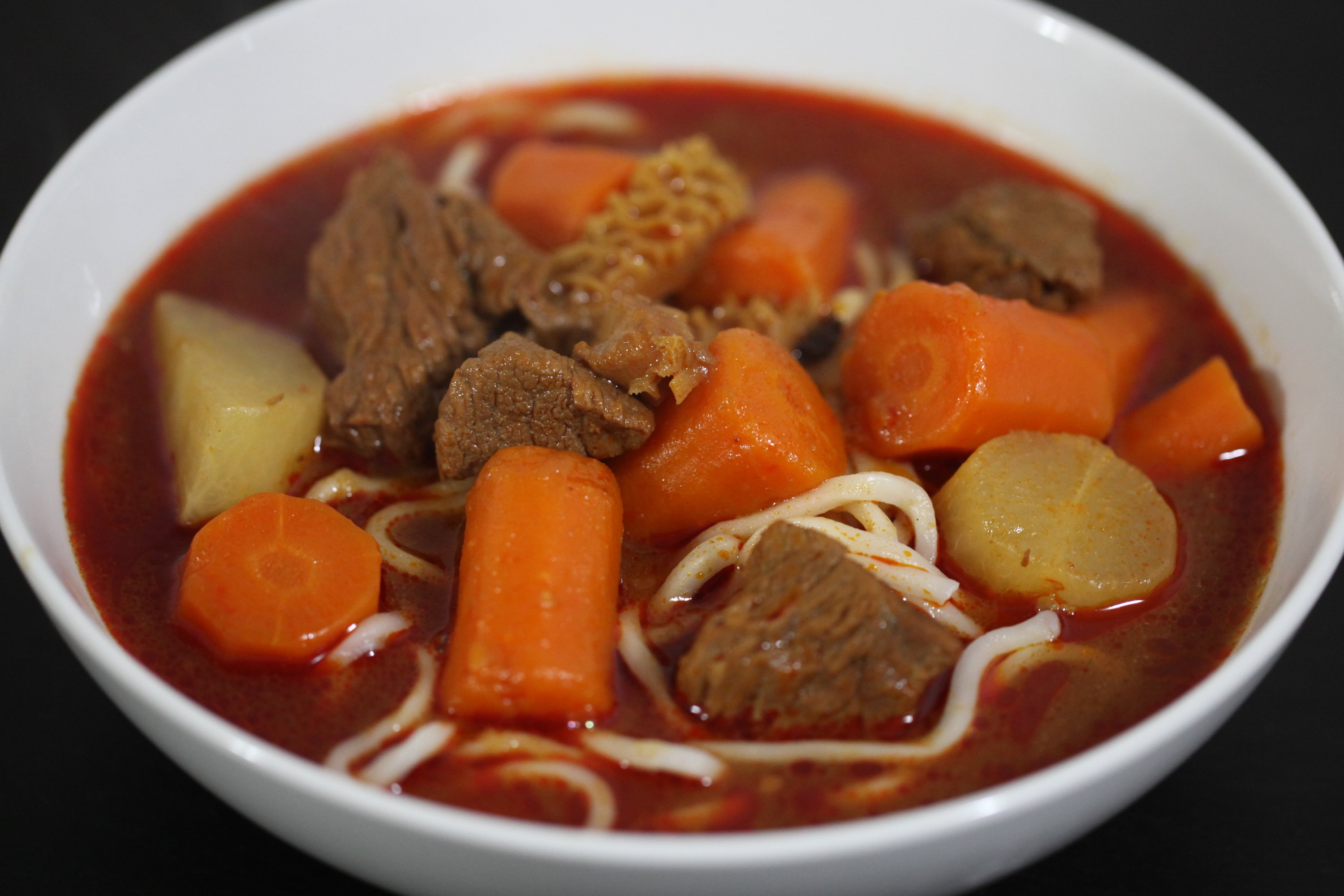
후띠에우 보 코